# Prosotas kupu
Prosotas kupu är en fjärilsart som beskrevs av Napoleon Manuel Kheil 1884. Prosotas kupu ingår i släktet Prosotas, och familjen juvelvingar. Inga underarter finns listade.